# De keien van de Wetstraat
De keien van de Wetstraat was een politiek duidingsmagazine en praatprogramma dat uitgezonden werd op de Vlaamse openbare omroep Canvas tussen 2007 en 2009. Het programma werd gepresenteerd door Kathleen Cools en Ivan De Vadder. De eerste uitzending was te zien op vrijdag 7 september 2007. Het programma werd elke vrijdag uitgezonden rond 23:00 uur. Tijdens de zomerperiode werd het programma niet uitgezonden.
In het programma werd elke week een politicus uitgenodigd die geïnterviewd werd. Er werd niet alleen over politiek en actualiteit gesproken maar de gast kreeg ook de tijd om te praten over bijvoorbeeld persoonlijke interesses, beslommeringen, familiaal leven of om herinneringen op te halen uit de kindertijd.
Per uitzondering wordt een niet-politicus uitgenodigd, zo was Kardinaal Danneels in februari 2009 te gast in het programma. Af en toe worden er twee gasten in een uitzending uitgenodigd. Zo waren Wilfried Martens en Miet Smet samen te gast naar aanleiding van hun huwelijk.
Op vrijdag 25 september 2009 ging het derde seizoen van start. De allerlaatste aflevering werd uitgezonden op 18 december 2009 met Vlaams minister-president Kris Peeters als laatste gast.
In 2015 kwam er met Keien van de Wetstraat, zonder lidwoord, een vervolg. Dat wordt echter enkel door De Vadder gepresenteerd en heeft een gewijzigd concept.